# Italian Baseball League 2007
L'Italian Baseball League 2007 ha avuto una stagione regolare di 42 partite, con 3 incontri settimanali, un'andata e un ritorno. Le prime 4 squadre della classifica, dopo la stagione regolare si sono affrontate in due semifinali al meglio delle 9 partite. Le due vincitrici si sono affrontate nella Italian Baseball Series, al meglio delle sette partite, designando così la squadra campione d'Italia.

## Classifiche finali[1]

### Stagione regolare
| Classifica           | PG | PV | PP | PCT  |
| -------------------- | -- | -- | -- | ---- |
| Cariparma Parma      | 42 | 28 | 14 | .667 |
| Italeri Bologna      | 42 | 27 | 15 | .643 |
| Montepaschi Grosseto | 42 | 26 | 16 | .619 |
| Caffè Danesi Nettuno | 42 | 25 | 17 | .595 |
| Telemarket Rimini    | 42 | 21 | 21 | .500 |
| T&A San Marino       | 42 | 21 | 21 | .500 |
| De Angelis Godo      | 42 | 12 | 30 | .286 |
| Avigliana            | 42 | 8  | 34 | .190 |

### Semifinali
| Classifica           | PG | PV | PP |
| -------------------- | -- | -- | -- |
| Montepaschi Grosseto | 7  | 4  | 3  |
| Italeri Bologna      | 7  | 3  | 4  |

| Classifica           | PG | PV | PP |
| -------------------- | -- | -- | -- |
| Caffè Danesi Nettuno | 5  | 4  | 1  |
| Cariparma Parma      | 5  | 1  | 4  |

### Italian Baseball Series
| Classifica           | PG | PV | PP |
| -------------------- | -- | -- | -- |
| Montepaschi Grosseto | 7  | 4  | 3  |
| Caffè Danesi Nettuno | 7  | 3  | 4  |